# Austroaeschna subapicalis

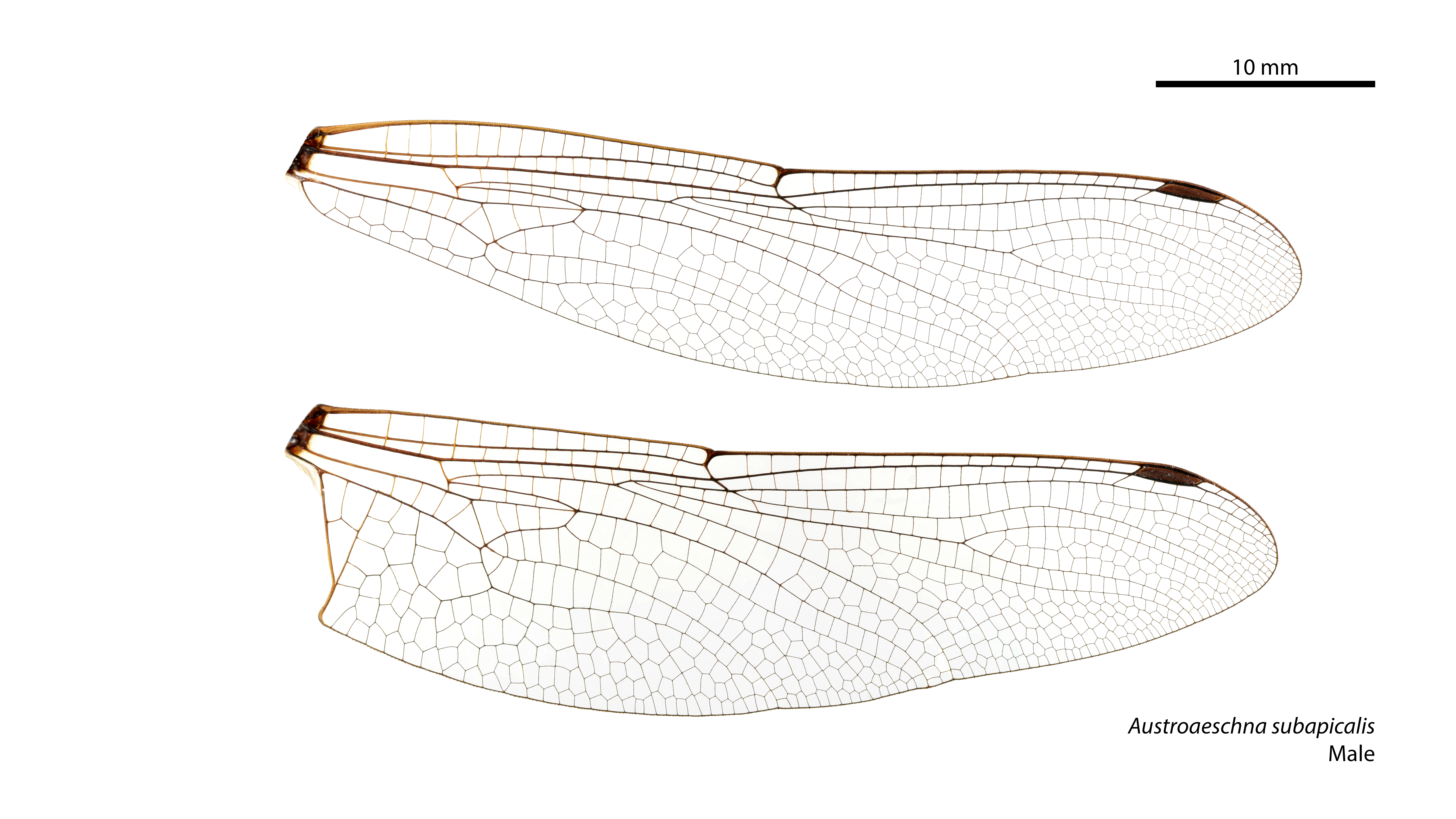
Skrzydła ważki Austroaeschna subapicalis

Austroaeschna subapicalis – gatunek ważki z rodziny żagnicowatych (Aeshnidae).